# Archdeacon Newton
Archdeacon Newton is een civil parish in het bestuurlijke gebied Darlington, in het Engelse graafschap Durham.

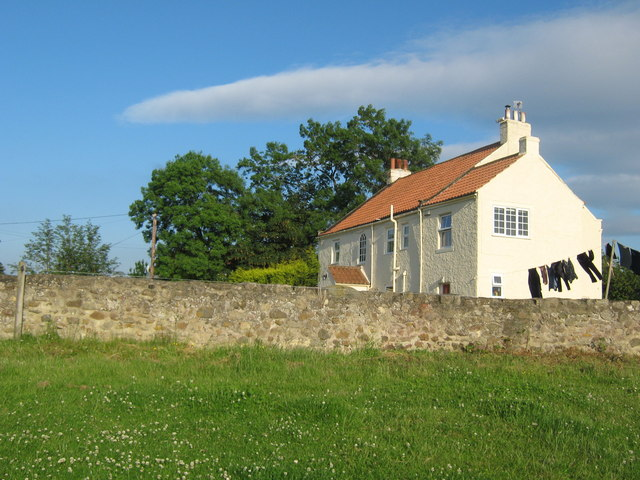
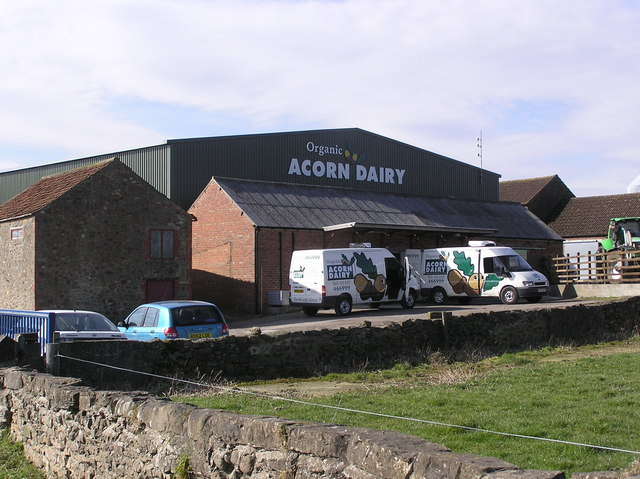